# Linda Schenck
Linda Ellen Schenck, född 28 maj 1948, är en översättare från svenska till amerikansk engelska.  
Linda Schenck är amerikanska bosatt i Göteborg tillsammans med sin make Robert Schenck, föredetta lektor vid högskolan för scen och musik. Hon ägnar sig numera bara åt skönlitterär översättning, eftersom hon pensionerat sig från ett yrkesliv som bland annat auktoriserad översättare och konferenstolk. Några av de svenska författare som Schenck har översatt till engelskan är Kerstin Ekman, Selma Lagerlöf, Majgull Axelsson och Annika Thor.

## Översättningar (urval)
- Selma Lagerlöf: The Löwensköld ring (Löwensköldska ringen) (Norvik Press, 2016)
- Kerstin Ekman: God's Mercy (University of Nebraksa Press, 2008)
- Yvonne Hirdman: Alva Myrdal – a Passionate Mind (Indiana University Press, 2007)
- Fritz M & Karlsson B: SKF A Global Story (Informationsförlaget, 2007)
- Kerstin Ekman: City of Light (En stad av ljus) (Norvik Press,  2003)
- Stefan Einhorn: A Concealed God (2002)
- Gunnar Petri: The Composer's Right (2002)
- Annika Thor: Red Heart, Blue Butterfly -  2002)
- Kerstin Ekman: The Spring (Springkällan) (Norvik press, 2001)
- Majgull Axelsson: April Witch (2001)
- Kerstin Ekman: Witches' Rings (Häxringarna) (Norvik Press, 1997)